# Кориј Флин
Кориј Флин (енгл. Corey Flynn; 5. јануар 1981) професионални је новозеландски рагбиста, који тренутно игра за Тулуз., Висок 184 цм, тежак 108 кг, у ИТМ Купу играо је за Саутленд 2001-2002 (17 утакмица) и Кантербери 2003-2014 (70 утакмица и 25 поена). У најачој лиги на свету играо је за највећи клуб на свету Крусејдерсе 2002-2014 (150 утакмица, 100 поена). За "ол блексе" је дебитовао против Канаде на светском првенству 2003. Његов отац и два стрица играли су рагби. За репрезентацију Новог Зеланда одиграо је 15 тест мечева и постигао 15 поена. Лета 2014. из финансијских разлога прелази у Тулуз, за који је до сада одиграо 20 утакмица и постигао 5 поена. Са Новим Зеландом је освојио 2011. светско првенство и куп три нације 2010.